# Rhorus substitutor
Rhorus substitutor är en stekelart som först beskrevs av Carl Peter Thunberg 1822.  Rhorus substitutor ingår i släktet Rhorus och familjen brokparasitsteklar. Arten är reproducerande i Sverige. Inga underarter finns listade i Catalogue of Life.